# Circa Waves
Circa Waves — британський рок-гурт, заснований в місті Ліверпуль 2013 року. Гурт випустив два студійні альбоми: Young Chasers (2015) та Different Creatures (2017), а також 1 міні-альбом.

## Історія
Учасники гурту познайомилися 2013 року, на фестивалі Liverpool Sound City, де Кіран Шудал працював менеджером сцени.

### Young Chasers(2015)
Дебютний альбом Young Chasers був випущений 30 березня 2015 року на музичному лейблі Virgin EMI Records.

### Different Creatures(2017)
Другий студійний альбом Different Creatures був випущений 10 березня 2017 року.

## Склад
- Кіран Шудал — головний вокал, електрогітара
- Джо Фелконер — електрогітара
- Колін Джонс — ударні
- Сем Рурк — бас-гітара

## Дискографія

### Студійні альбоми
- 2015 — Young Chasers
- 2017 — Different Creatures
- 2019 — What's It Like Over There?
- 2020 — Sad Happy: Happy
- 2020 — Sad Happy: Sad

### Міні-альбоми
- 2015 — T-Shirt Weather EP